# 북면 (인제군)
북면(北面)은 대한민국 강원특별자치도 인제군의 면이다. 넓이는 349.07km2이고, 인구는 2012년 기준으로 8,347명이다. 면 소재지는 원통리에 있으며 원통리 중심 오거리에 북면 사무소가 소재한다.

## 개요
인제군의 북쪽에 위치하고 있어 북면(北面)이라 하였으며, 미시령을 통해 속초시, 진부령을 통해 고성군, 한계령을 통하여 양양군과 연결된다. 주변에 위치한 각 군부대 장병들의 주된 외출, 외박 및 출타 장소로 시가지가 번성하고 있으며 시외버스터미널도 소재하여 군내버스와 시외버스도 운행된다. 대체로 북면이라는 지명보다는 면 소재지이자 중심지인 원통리에서 따 온 '원통'이라는 이름으로 유명하다.

## 연혁
- 시기 미상 : 원통(元通), 가역리(加歷里), 용대리(龍垈里), 남교역(嵐校驛), 온정(溫井), 송학동(松鶴洞), 한계동(寒溪洞), 풍전동(楓田洞)의 9개 리를 관할.
- 1914년 : 행정구역 통폐합에 따라 한계(寒溪), 원통(元通), 월학(月鶴), 용대(龍垈)의 4개리로 개편 관할.
- 1945년 : 38선이 그어짐에 따라 조선민주주의인민공화국 치하에 들어감.
- 1951년 : 탈환되어 군 작전지구가 됨.
- 1954년 11월 17일 : 행정 이양에 따라 민정(民政)으로 돌아왔으나 지금도 용대리의 일부는 군용지로 쓰이고 있음.
- 2017년 3월 22일 : 원통6리 5·6·7반과 옛 덕산리 1반을 묶어 원통9리 신설.[1][2]

## 행정 구역
| 법정리 | 한자명 | 행정리                                                                          | 비고            |
| ------ | ------ | ------------------------------------------------------------------------------- | --------------- |
| 용대리 | 龍垈里 | 용대1리, 용대2리, 용대3리                                                       |                 |
| 원통리 | 元通里 | 원통1리, 원통2리, 원통3리, 원통4리, 원통5리, 원통6리, 원통7리, 원통8리, 원통9리 | 면사무소 소재지 |
| 월학리 | 月鶴里 | 월학1리, 월학2리, 월학3리                                                       |                 |
| 한계리 | 寒溪里 | 한계1리, 한계2리, 한계3리                                                       |                 |